# Peter Swords King
Peter Swords King (* 1955 im Vereinigten Königreich) ist ein britischer Maskenbildner und Oscarpreisträger.

## Leben und Karriere
Nach seinem Schulabschluss 1970 begann King in kleinen Theatergruppen mitzuarbeiten. 1980 trat er der Bristol Old Vic Theatre School bei. Er ist Senior Tutor und Creative Director von Bath Academy of Media Makeup.
2013 veranstaltete er zusammen mit Bath Academy of Media Makeup (BAMM) und The Body Shop einen Kreativbewerb für krebskranke Kinder.

„Teenage Cancer Trust macht erstaunliche Arbeit und ich freue mich, dass durch Nächstenliebe mit Geldmittel, jungen Menschen gezeigt werden kann, wie Krebs durch diesen Wettbewerb zu dezimiert und das Leben reflektiert werden kann. Unser Gewinner wird nicht nur die "Mission Vision" in einer kreativen und originellen Art und Weise übertragen, sondern auch im Besitz einer guten Arbeitsmoral und Einstellung zu ihnen zu ermöglichen, nach oben zu kommen und in diesem anspruchsvollen Beruf zu überleben.“

## Filmografie (Auswahl)
- 1982: Der Kontrakt des Zeichners (The Draughtsman's Contract)
- 1989: War Requiem
- 1991: Performance
- 1991: Amerikanische Freundinnen (American Friends)
- 1994: Prinzessin Caraboo (Princess Caraboo)
- 1995: Unschuldige Lügen (Innocent Lies)
- 1996: Portrait of a Lady (The Portrait of a Lady)
- 1997: Tango-Fieber (The Tango Lesson)
- 1997: Fremde Wesen (FairyTale: A True Story)
- 1998: Velvet Goldmine (FairyTale: A True Story)
- 1998: Mit Schirm, Charme und Melone (The Avengers)
- 1998: Die Stimme ihres Lebens (Little Voice)
- 1998: Talk of Angels
- 1999: Ein perfekter Ehemann (An Ideal Husband)
- 1999: Miss Julie
- 2000: Quills – Macht der Besessenheit (Quills)
- 2001: Der Herr der Ringe: Die Gefährten (The Lord of the Rings: The Fellowship of the Ring)
- 2002: Ernst sein ist alles (The Importance of Being Earnest)
- 2002: Der Herr der Ringe: Die zwei Türme (The Lord of the Rings: The Two Towers)
- 2003: Bright Young Things
- 2003: Der Herr der Ringe: Die Rückkehr des Königs (The Lord of the Rings: The Return of the King)
- 2004: Thunderbirds
- 2004: Beyond the Sea – Musik war sein Leben (Beyond the Sea)
- 2005: Eine zauberhafte Nanny (Nanny McPhee)
- 2005: King Kong
- 2007: I’m Not There
- 2007: Jugend ohne Jugend (Youth Without Youth)
- 2007: Der Goldene Kompass (The Golden Compass)
- 2008: New York für Anfänger (How to Lose Friends & Alienate People)
- 2009: In meinem Himmel (The Lovely Bones)
- 2009: Nine
- 2010: Eine zauberhafte Nanny – Knall auf Fall in ein neues Abenteuer (Nanny McPhee and the Big Bang)
- 2010: Love and other Drugs – Nebenwirkung inklusive (Love & Other Drugs)
- 2011: Pirates of the Caribbean – Fremde Gezeiten (Pirates of the Caribbean: On Stranger Tides)
- 2011: Dr Grordbort Presents: The Deadliest Game
- 2012: Der Hobbit: Eine unerwartete Reise (The Hobbit: An Unexpected Journey)
- 2013: Der Hobbit: Smaugs Einöde (The Hobbit: The Desolation of Smaug)
- 2014: Der Hobbit: Die Schlacht der Fünf Heere (The Hobbit: The Battle of the Five Armies)
- 2014: Into the Woods

## Auszeichnungen
- 1999: BAFTA Award: Nominierung in der Kategorie Beste Maske für Velvet Goldmine
- 2000: BAFTA Award: Nominierung in der Kategorie Beste Maske für Ein perfekter Ehemann
- 2001: BAFTA Award: Nominierung in der Kategorie Beste Maske für Quills – Macht der Besessenheit
- 2002: BAFTA Award: Auszeichnung in der Kategorie Beste Maske für Der Herr der Ringe: Die Gefährten
- 2003: BAFTA Award: Nominierung in der Kategorie Beste Maske für Der Herr der Ringe: Die zwei Türme
- 2003: Academy of Science Fiction, Fantasy & Horror Films: Auszeichnung in der Kategorie Beste Maske für Der Herr der Ringe: Die zwei Türme
- 2004: BAFTA Award: Nominierung in der Kategorie Beste Maske für Der Herr der Ringe: Die Rückkehr des Königs
- 2004: Academy of Science Fiction, Fantasy & Horror Films: Auszeichnung in der Kategorie Beste Maske für Der Herr der Ringe: Die Rückkehr des Königs
- 2004: Oscar: Auszeichnung in der Kategorie Bestes Make-up und Beste Frisuren für Der Herr der Ringe: Die Rückkehr des Königs
- 2006: Academy of Science Fiction, Fantasy & Horror Films: Nominierung in der Kategorie Beste Maske für King Kong
- 2010: BAFTA Award: Nominierung in der Kategorie Beste Maske für Nine
- 2013: Academy of Science Fiction, Fantasy & Horror Films: Nominierung in der Kategorie Beste Maske für Der Hobbit: Eine unerwartete Reise
- 2013: Oscar: Nominierung in der Kategorie Beste Maske für Der Hobbit: Eine unerwartete Reise